# Enclos paroissial de Saint-Thégonnec
L’enclos paroissial de Saint-Thégonnec est un ensemble architectural religieux au cœur du bourg de Saint-Thégonnec dans la commune de Saint-Thégonnec Loc-Eguiner. Cet enclos paroissial est composé d’une porte triomphale, d’un mur d’enceinte, d’un ossuaire, d’un calvaire qui entourent l’église paroissiale Notre-Dame. Il a été bâti entre le XIVe et le XVIIIe siècle et est l’un des monuments les plus visités du Finistère.

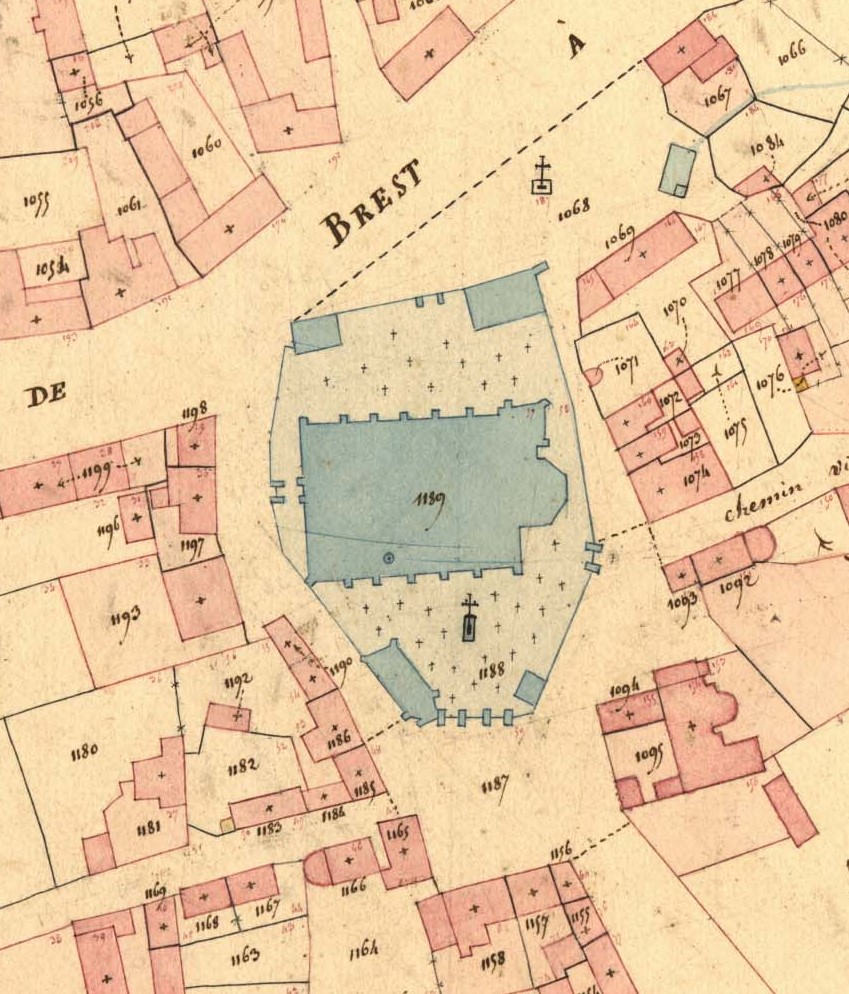
Plan de l'enclos en 1838. On distingue l'église entourée du cimetière. Au sud on voit le calvaire, la porte triomphale et au sud-ouest l'ossuaire. Au nord deux anciens ossuaires.

## Aperçu historique
Le pardon de Saint-Thégonnec a lieu tous les ans, le 2e dimanche de septembre.
L'ossuaire et le calvaire sont classés monument historique depuis 1886.
L'association Sauvegarde du patrimoine religieux en vie (SPREV) propose des visites offertes[Depuis quand ?]. Elles ont lieu durant les mois de juillet et d'août et sont réalisées par des guides bénévoles.

## Église Notre-Dame
L’architecture de l’église est plutôt sobre, mais elle est richement décorée de retables, autels, statues, vitraux, toiles, etc. Elle contient entre autres un baptistère en chêne sculpté de 1675, un chaire à prêcher de 1677,et un orgue construit en 1670 par Jacques Mascard, facteur d’orgues à Landerneau, mais plusieurs fois remanié, en particulier par Thomas Dallam entre 1681 et 1683, puis par Florentin Grimont en 1789 et reconstruit par Heyer en 1863,.
Elle a été gravement endommagée par un incendie le 8 juin 1998, puis restaurée de 1998 à 2005 à l’identique, à l’exception du retable de Notre-Dame du Vrai Secours qui a dû être refait. Elle est classée monument historique depuis 1886.

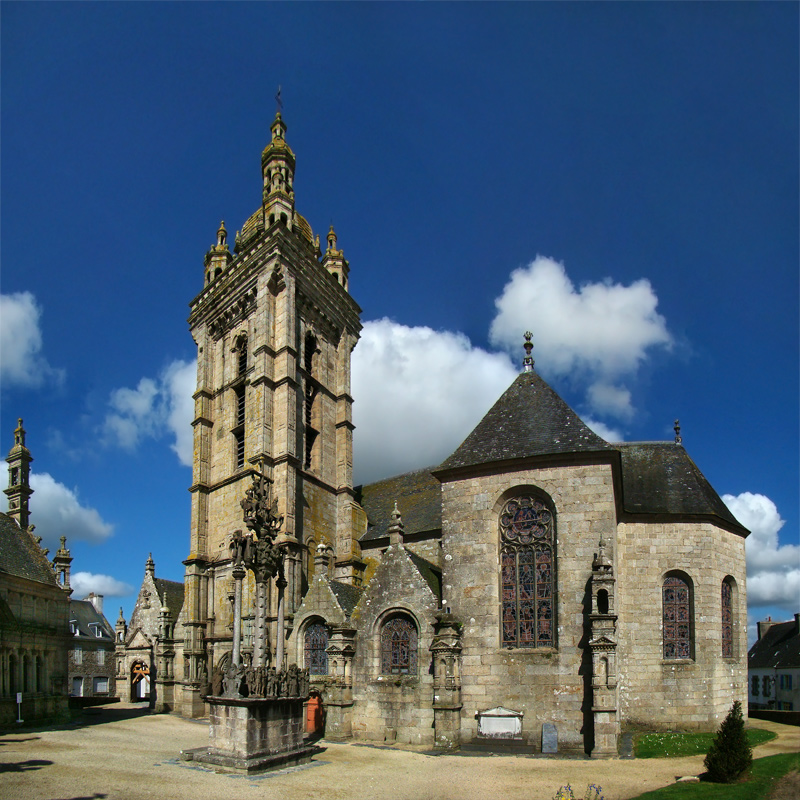
Église Notre-Dame
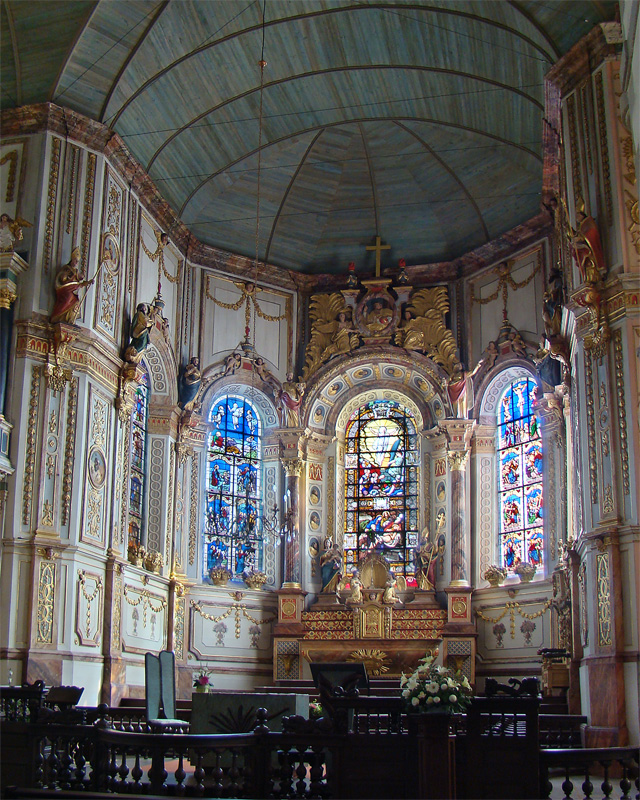
Le chœur
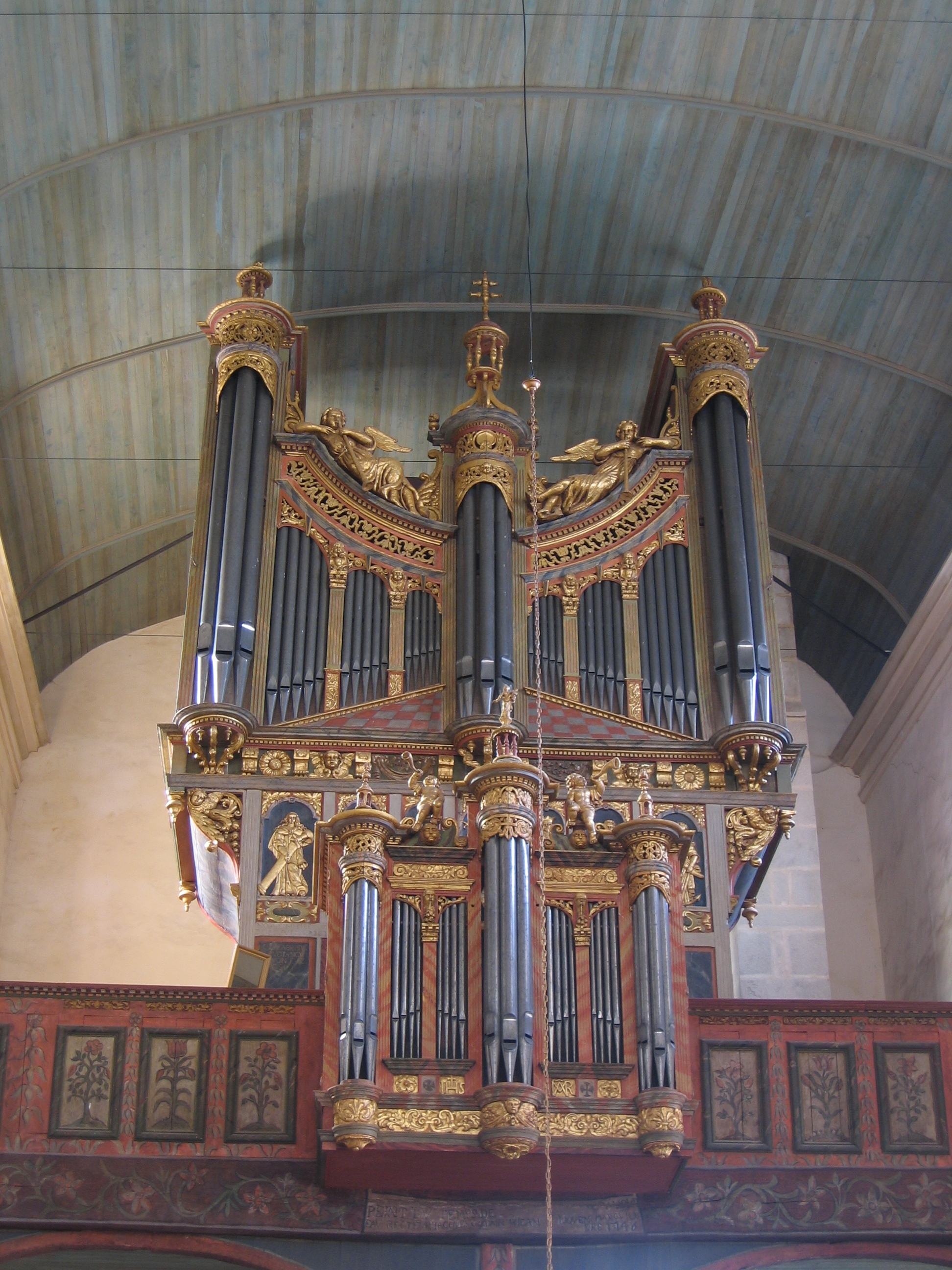
L'orgue
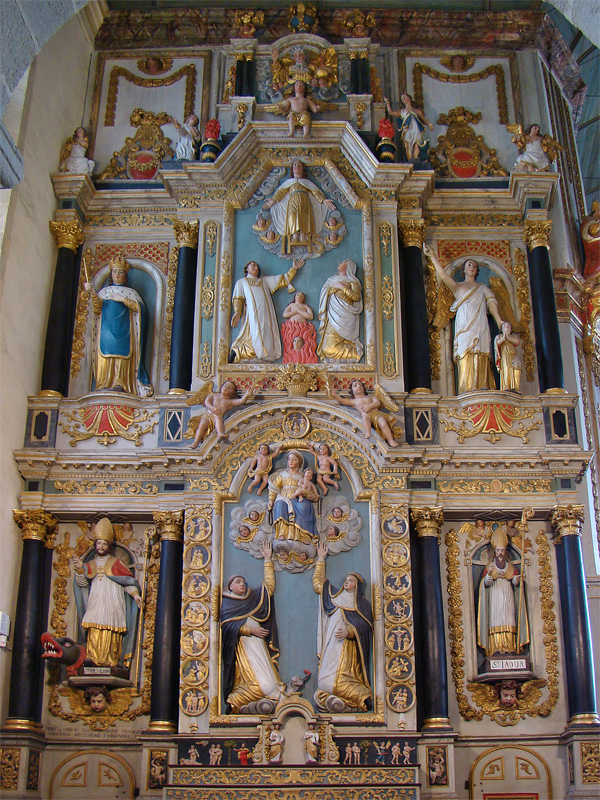
Retable du Rosaire
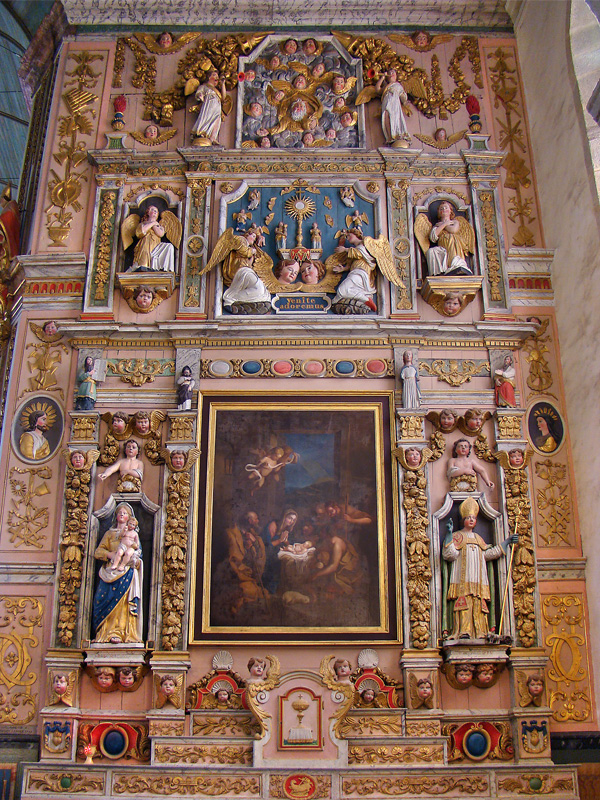
Retable du Saint-Sacrement
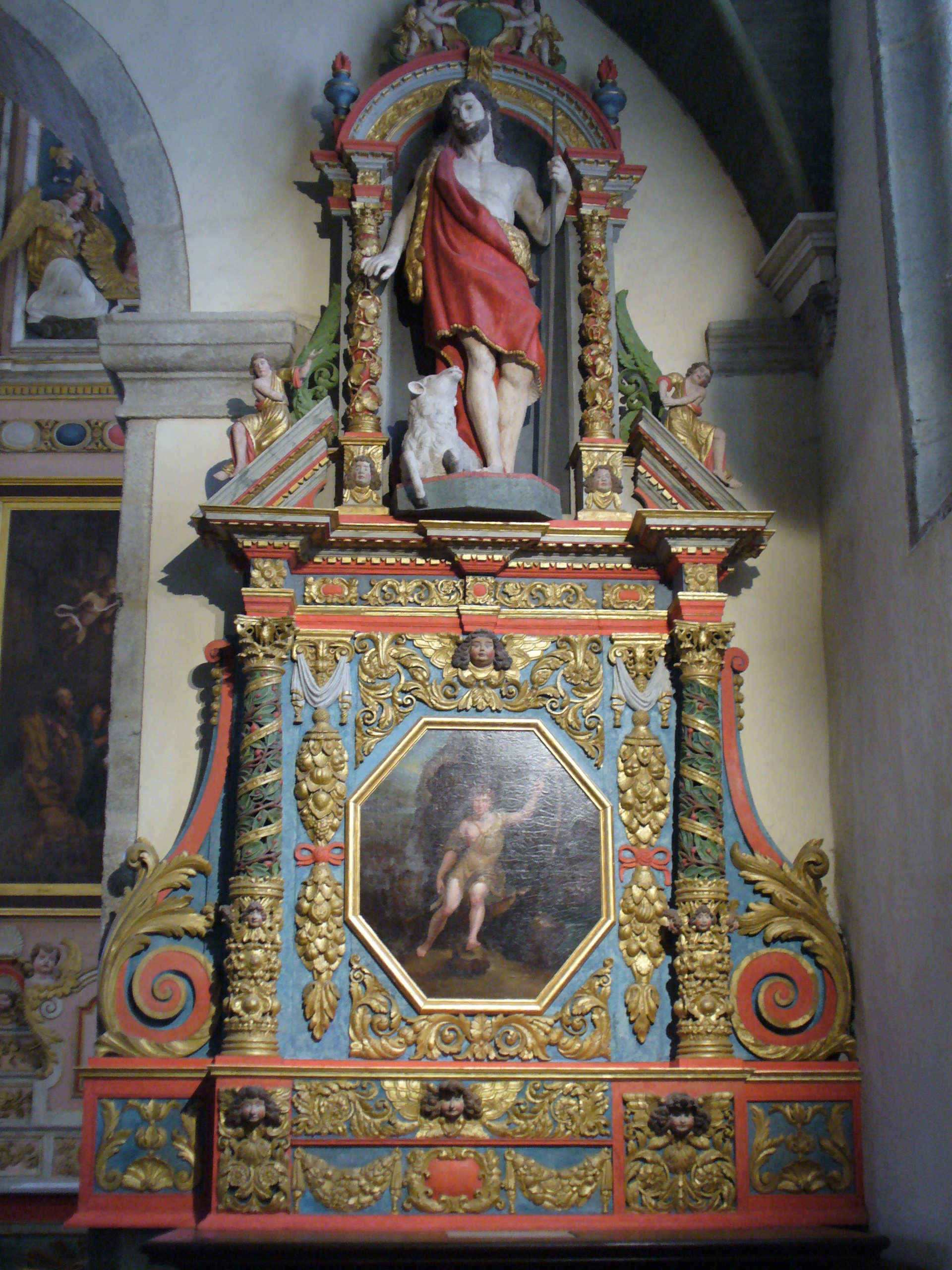
Retable de saint Jean-Baptiste
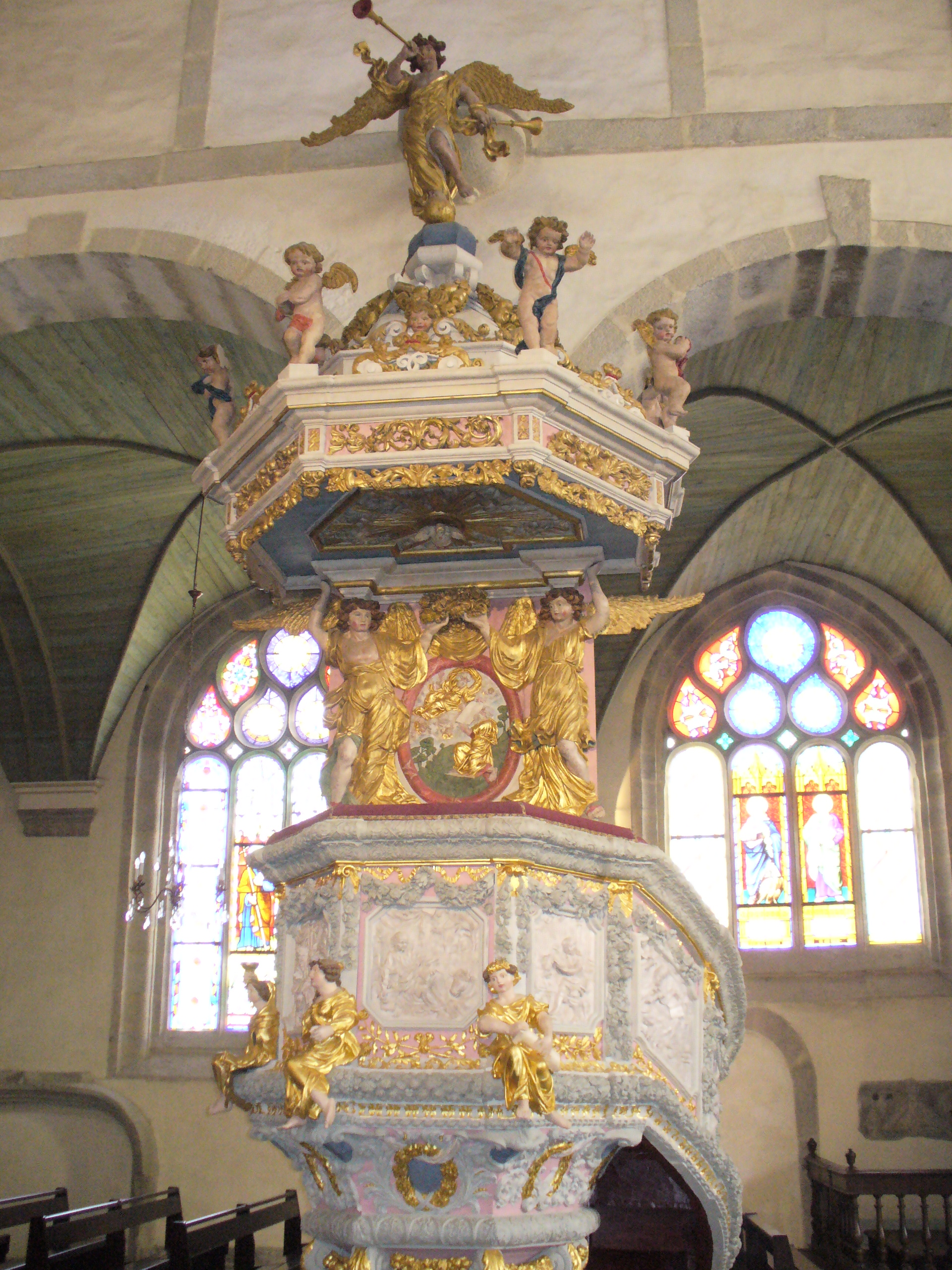
Chaire à prêcher
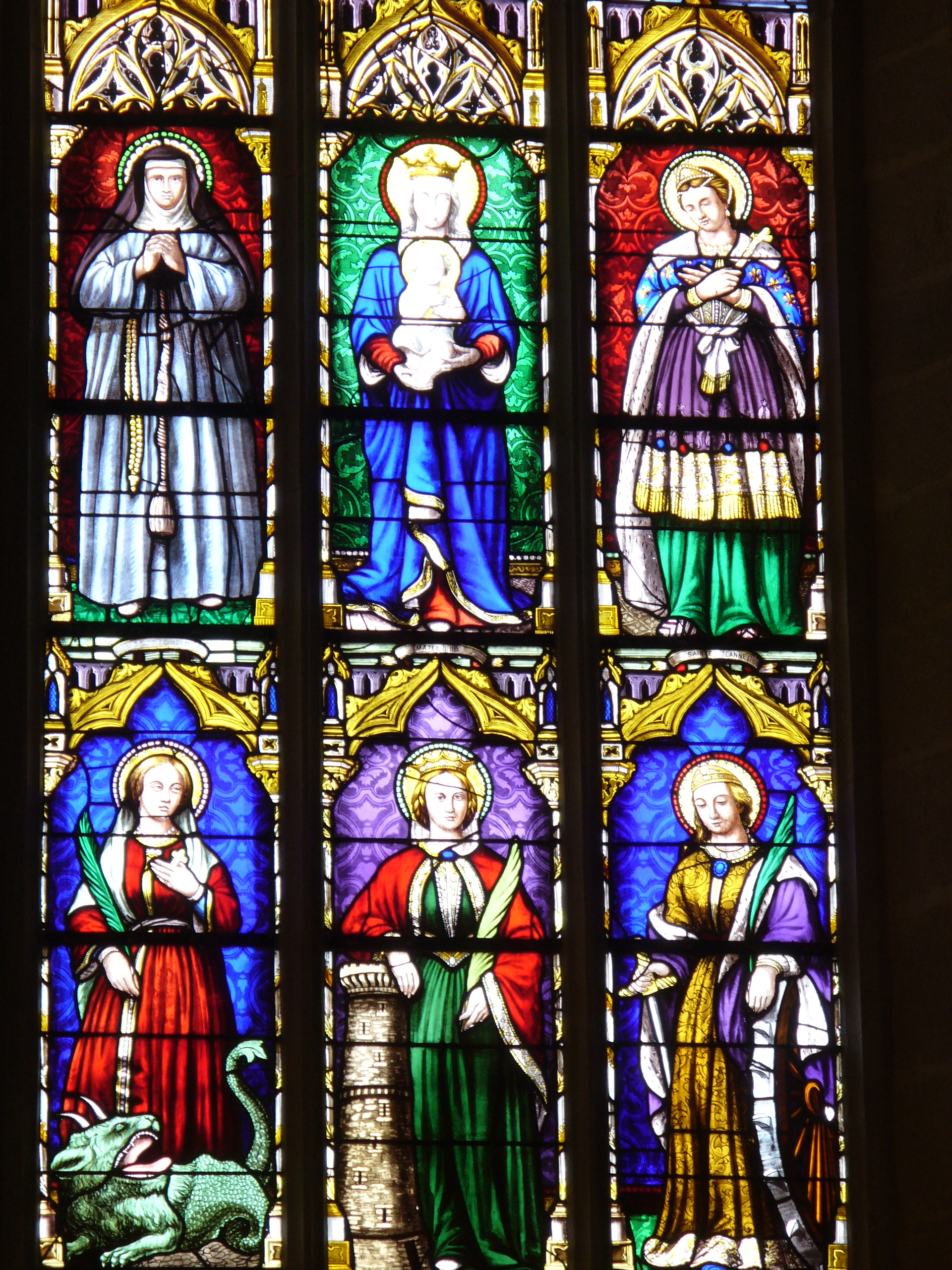
Vitrail

## Porte triomphale

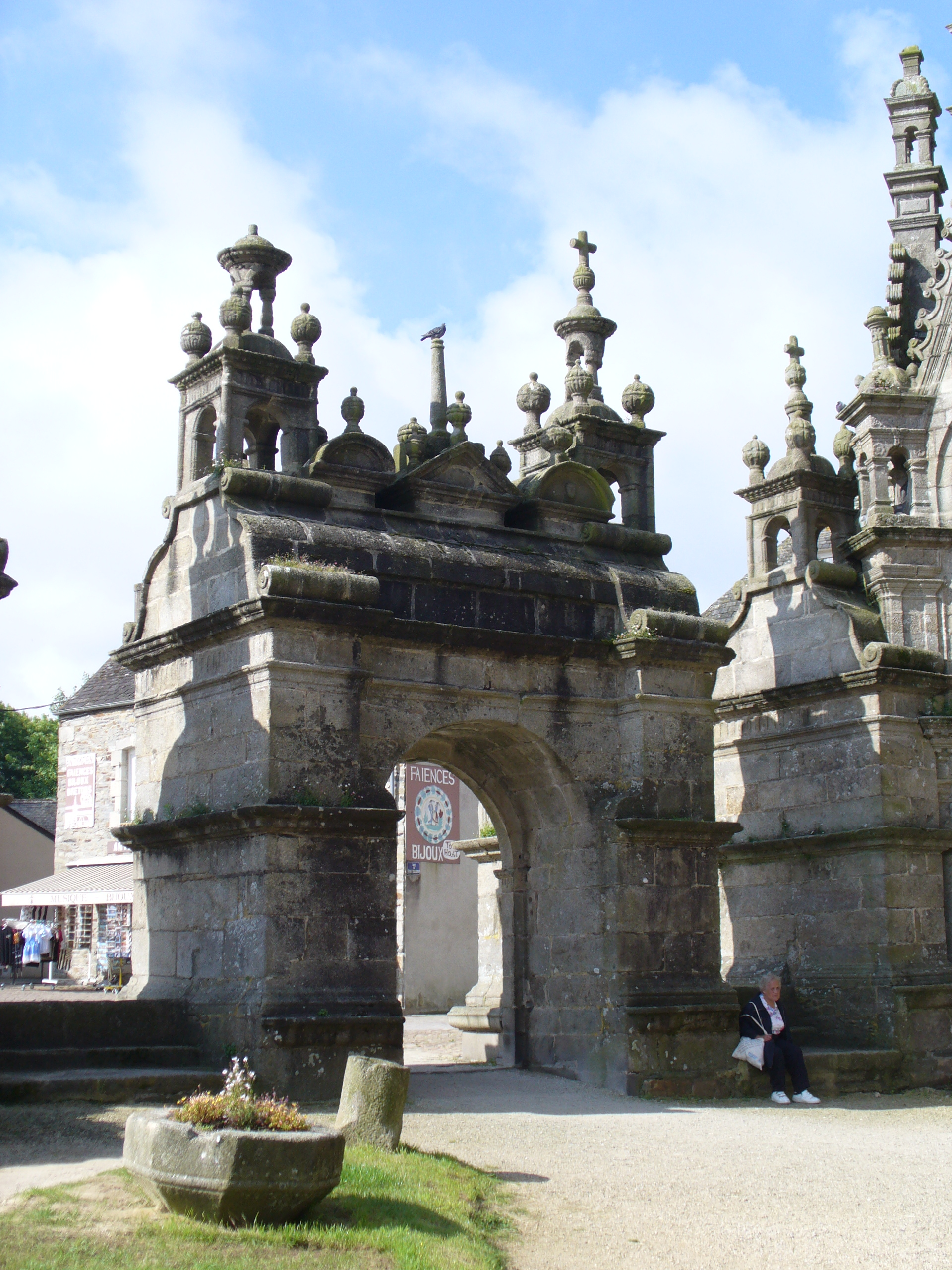
Dos de la porte triomphale

La porte triomphale — ou arc de triomphe —, à l’entrée de l’enclos, est un édifice de style Renaissance en granite de Plounéour-Ménez réalisé dans l’atelier du château de Kerjean entre 1587 et 1589.
Elle est composée de quatre piliers massifs surmontés de lanternes cubiques et de lanternons. Deux échaliers relient les piliers extérieurs et l’entrée centrale est faite d’un arc en plein cintre fermé à l’époque par une grille. L’arc est orné de trois statues en Kersanton : à droite Notre-Dame du Vrai Secours, à gauche l’archange Gabriel et au centre Dieu le père entouré de deux canons.
L'arc de triomphe est classé monument historique depuis 1914. Le mur de cimetière attenant est, quant à lui, classé en 1928.

## Ossuaire

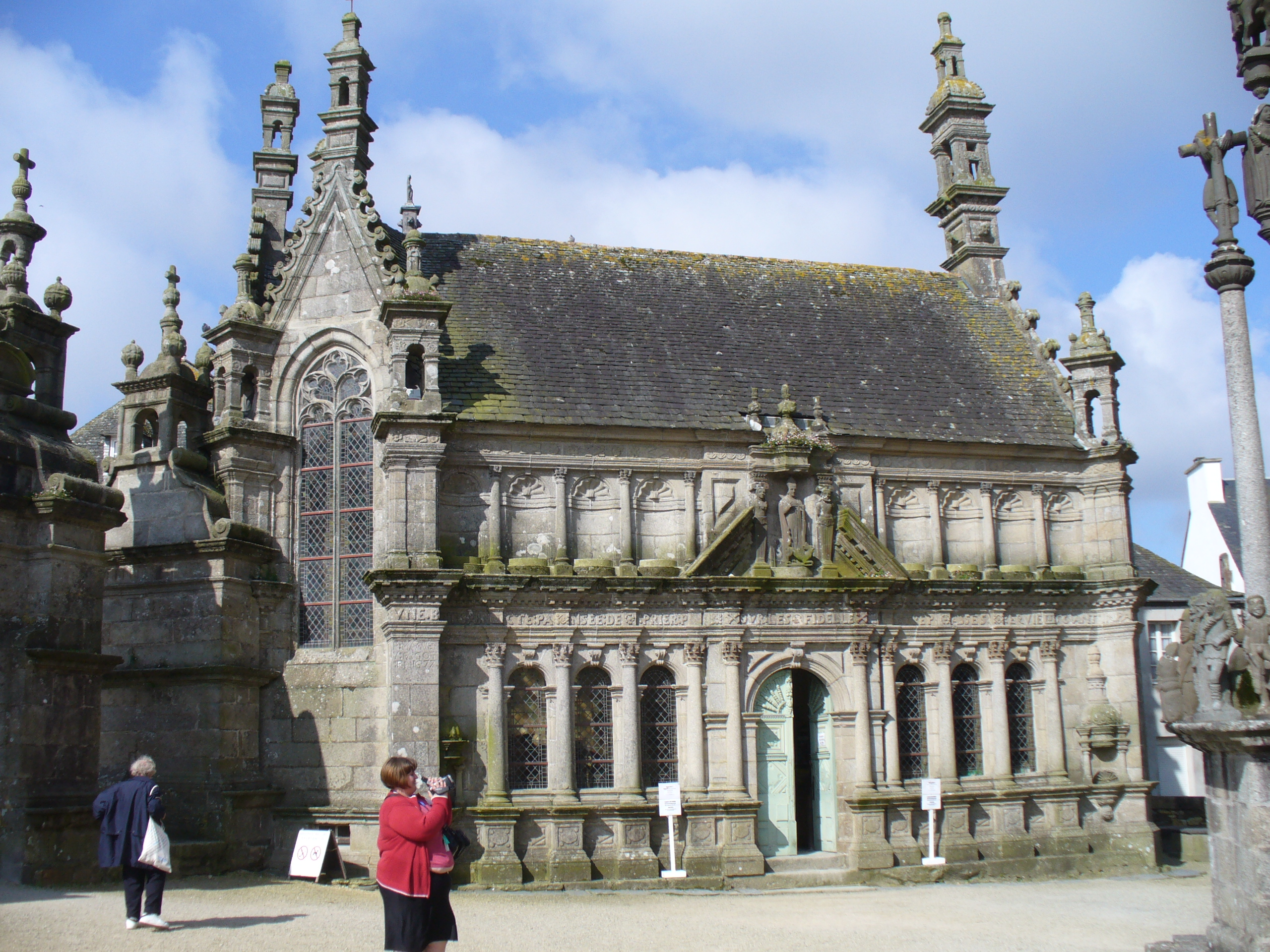
Ossuaire de l’enclos paroissial

L’ossuaire à gauche de la porte triomphale, construit entre 1676 et 1682 par l’architecte Jean Le Bescont, est dédié à la prière pour les défunts. Il servait de chapelle funéraire et de reliquaire. Il ne contient aucun ossement.
Le fronton triangulaire au centre de la façade abrite une statue de saint Paul Aurélien tenant en laisse le dragon qu'il aurait capturé à l’île-de-Batz. Une Vierge en argent au sommet du toit fait face au petit clocher.
À l’intérieur, le retable de 1685 est dédié à saint Joseph, patron de la bonne mort.
Dans la crypte se trouve une Mise au tombeau du Christ spectaculaire.
Notons également qu'avant la construction de l'ossuaire actuel en 1676, il en existait deux autres, sur les côtés du cimetière de la partie nord, qui servaient en réalité à recueillir les ossements, il furent détruits vers 1850,.

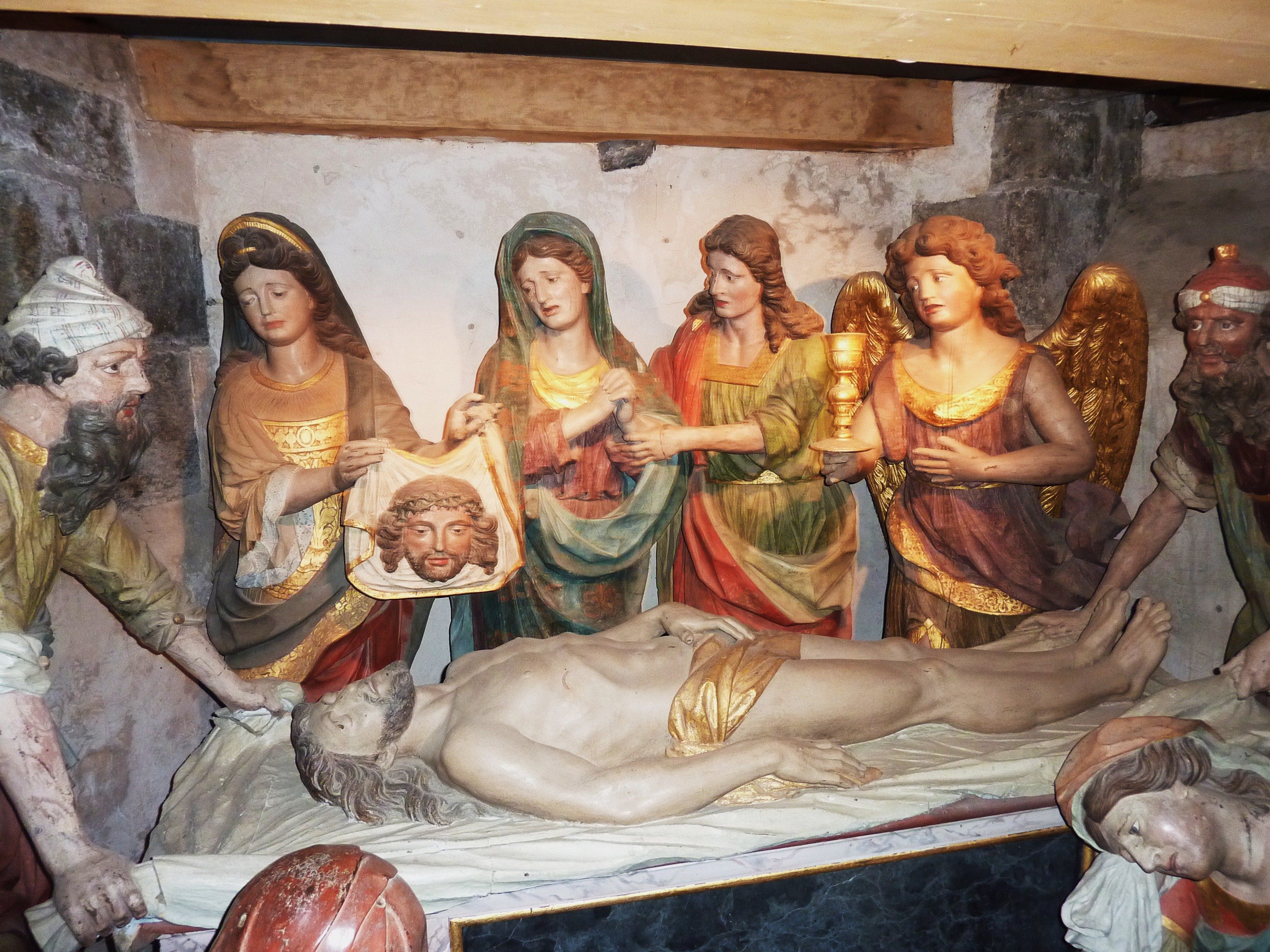
Vue d’ensemble de la Mise au tombeau.

## Calvaire
Il est daté de 1610, ce qui en fait le dernier des grands calvaires des enclos paroissiaux. À l’origine, il était peint.
« De proportion modeste, dépourvu des mystères de l'Enfance du Christ et de ceux du début la passion, il s'insère dans un environnement architectural Renaissance exubérant… La faible hauteur du massif et le petit nombre de scènes, disposées sur un seul registre, conservent à la Crucifixion toute son intensité dramatique. Un fût en granit clair, décoré d'écots évoquant un tronc d'arbre débarrassé de ses branches, supporte deux croisillons et la croix de la Crucifixion ».
| |
| La mace est précédée par un « autel » ou table d'offrande, et surmontée de la niche du saint patron. Elle est le support d'une plate-forme où une quarantaine de personnages se succèdent, et de trois croix. |

|                                                                                      |
| La niche abrite Saint Thégonnec avec, à ses pieds, la charrette tirée par un animal. |

|                                             |
| Calvaire (détail) : le Christ aux outrages. |

### Filmographie
- Marc Du Breil et Éric Basquin, L’enclos paroissial de Saint-Thégonnec, 21 min.